# Tofiqi
Tofiqi är en ort i Azerbajdzjan.   Den ligger i distriktet Ağdaş Rayonu, i den centrala delen av landet, 200 km väster om huvudstaden Baku. Tofiqi ligger 31 meter över havet och antalet invånare är 1 278.
Terrängen runt Tofiqi är platt, och sluttar söderut. Runt Tofiqi är det ganska tätbefolkat, med 90 invånare per kvadratkilometer.. Närmaste större samhälle är Geoktschai, 18,9 km öster om Tofiqi.
Trakten runt Tofiqi består till största delen av jordbruksmark.